# Formica lemani
Espèce
Formica lemani est une espèce d'hyménoptères de la famille des fourmis, de la sous-famille des formicinés, du genre Formica et du sous-genre Serviformica. Il s'agit d'une espèce terricole, au corps noir luisant.

## Taxonomie
Formica lemani est décrite en 1917 par l'entomologiste belge Jean Bondroit (d), à partir de spécimens capturés dans les Pyrénées-Orientales, dans le massif du Canigou et à Céret au pic del Bolaric.